# Werner Hartenstein
Il capitano di corvetta Gustav Julius Werner Hartenstein (Plauen, 27 febbraio 1908 – Oceano Atlantico, 12 marzo 1943) è stato un ufficiale sommergibilista tedesco della seconda guerra mondiale, comandante dello U-156.

## Biografia
Suo padre era un gendarme della dogana sassone in pensione che si guadagnava da vivere come giardiniere nel parco del conte Hans von Zeydlitz, e sua madre discendeva da una povere famiglia di artigiani di Kiel.
Durante la prima guerra mondiale suo padre fu ucciso a Tannenberg. La famiglia, trovatasi in piena crisi economica e sociale, fu poi aiutata da Lothar von Arnauld de la Perière, alto ufficiale della Kaiserliche Marine e noto filantropo, che prese la madre come governante presso la sua casa e permise al giovane Werner di studiare e frequentare l'Università di Amburgo.
Qui Werner fece amicizia con un altro futuro comandante della marina tedesca, Hans-Gerrit von Stockhausen, suo collega nei Freikorps, che date le tendenze nazionaliste e soprattutto antisemite del giovane Hartenstein, lo avvicinò al Partito Nazista, nel quale entrò nel 1932.
Nel 1935 entrò come ufficiale nella Kriegsmarine e si segnalò con l'arresto del capitano Hellmuth von Mücke della Kaiserliche Marine che, insieme al conte Alfred von Niezychowski, a Lubecca dirigeva un giornale monarchico di opposizione al regime, dichiarato fuori legge dal governo. Inoltre favorivano contatti diplomatici con la Gran Bretagna e gli USA e facevano parte di un'organizzazione che aiutava gli ebrei tedeschi a migrare dalla Germania. Al comando di un reparto di fanti di marina ed SS, la mattina del 16 luglio 1940 Hartenstein fece irruzione nella redazione del giornale clandestino arrestando von Mücke, mentre von Niezychowski era già emigrato negli USA.
Dopo aver preso parte alla Guerra civile spagnola fu insignito con la Croce di Ferro di prima classe e promosso tenente di vascello.

### L'incidente del Laconia
Durante la seconda guerra mondiale Hartenstein, al comando del sommergibile U-156, in Atlantico, affondò il transatlantico RMS Laconia. Quando il sommergibile di Hartenstein si avvicinò per recuperare i naufraghi, si scoprì che il transatlantico era stato adattato anche al trasporto di 1800 prigionieri di guerra italiani che al momento dell'inabissamento erano stati abbandonati dentro la nave. Hartenstein si adoperò immediatamente per coordinare il salvataggio del maggior numero di naufraghi, indipendentemente dalla loro nazionalità, e per questo ricevette un'onorificenza.
Hartenstein perse la vita quando il suo sommergibile fu affondato nell'Oceano Atlantico da un PBY Catalina americano.